# Perfectly Frank
Perfectly Frank è un album in studio del cantante statunitense Tony Bennett, pubblicato nel 1992.
Si tratta di un album tributo a Frank Sinatra.

## Tracce
1. Time After Time
2. I Fall in Love Too Easily
3. East of the Sun (and West of the Moon)
4. Nancy (With the Laughing Face)
5. I Thought About You
6. Night and Day
7. I've Got the World on a String
8. I'm Glad There Is You
9. A Nightingale Sang in Berkeley Square
10. I Wished on the Moon
11. You Go to My Head
12. The Lady Is a Tramp
13. I See Your Face Before Me
14. Day In, Day Out
15. Indian Summer
16. Call Me Irresponsible
17. Here's That Rainy Day
18. Last Night When We Were Young
19. I Wish I Were in Love Again
20. A Foggy Day
21. Don't Worry 'bout Me
22. One for My Baby (and One More for the Road)
23. Angel Eyes
24. I'll Be Seeing You